# Zentani Muhammad az-Zentani
Zentani Muhammad az-Zentani (الزناتي إمحمد الزناتي), (Sirte, Libia,  1937-El Cairo, 26 de mayo de 2025) fue un político libio que ejerció como secretario general del Congreso General del Pueblo (jefe de Estado nominal) de su país desde 1992 hasta 2008 cuando fue sucedido por Muftah Mohamed Ekeba.  Az-Zentani fue miembro de la rama Qadhadhfa de la tribu Houara.

## Mandato
El mandato de az-Zentani como secretario general del Congreso General del Pueblo se inició el 17 de noviembre de 1992 durante el periodo que vivió Libia bajo el régimen de Muamar el Gadafi (1 de septiembre de 1969 hasta el 25 de agosto de 2011).
Su cargo fue considerado como una figura ceremonial ya que su poder político fue limitado, dado el control ejercido de facto sobre el mismo por el Líder y Guía de la Revolución Muamar el Gadafi.
Al igual que sus predecesores y sucesores, jugó un papel menor en el poder ejercido por el Gadafi, jefe de facto del estado de la Yamahiriya (en árabe, ﺟﻤﺎﻫﻴﺮﻳﺔ, puede encontrarse transcrito también como Jamahiriya), un término árabe generalmente traducido como «Estado de las masas» siendo el nombre que recibía oficialmente el Estado de Libia desde la "Declaración de Sabha" el 2 de marzo de 1977 hasta el 20 de octubre de 2011.
Sin embargo, en escenificación del poder político, az-Zentani viajaba con motivo de inauguraciones de monumentos, o durante eventos culturales o religioso. Su mandato terminó el 3 de marzo de 2008, tres años antes de inicio de la Guerra de Libia que puso fin a la Yamahiriya.
La obra de infraestructura más destacada durante los años del mandato de az-Zentani fue el Gran Río Artificial.